# Carlos Alberto Sicupira
Carlos Alberto Sicupira (* 1948) ist ein brasilianischer Unternehmer.

## Leben
Gemeinsam mit den brasilianischen Unternehmern Jorge Paulo Lemann und Marcel Hermann Telles hält er Anteile am Getränkehersteller Anheuser-Busch InBev. Über das gemeinsame US-amerikanische Investmentunternehmen 3G Capital halten sie seit 2010 die Mehrheit am US-amerikanischen Unternehmen Burger King. Ebenso kontrolliert Sicupira mit seinen Geschäftspartnern das brasilianische Einzelhandelsunternehmen Lojas Americanas. Nach Angaben des US-amerikanischen Forbes Magazin gehört Sicupira zu den reichsten Brasilianern. Sein Vermögen wurde im April 2022 auf ca. 8,5 Milliarden US-Dollar geschätzt.